# In the Big Room
In the Big Room ist das sechste Live- und das vierundzwanzigste Album insgesamt des englischen Singer-Songwriters und Rock-Musikers Peter Gabriel und wurde am 27. Juni 2025 von Real World Records zum Download und Streaming zum Beispiel auf Bandcamp auf dem Kanal von Peter Gabriel veröffentlicht.

## Entstehung und Veröffentlichung
Peter Gabriel und die anderen Mitglieder der Band wurden am 23. November 2003 live im Big Room, dem größten Aufnahmeraum der Real World Studios aufgenommen. Das Konzert wurde vor 100 Mitgliedern von Peter Gabriels Full Moon Club aufgeführt und fand während einer kurzen Reihe von Live-Shows im November 2003 statt, die außerdem einen Auftritt für die britische Wohltätigkeitsorganisation Children in Need im Cyfarthfa Castle in Merthyr Tydfil, eine Show im Brighton Dome und das Nelson Mandela 46664 Concert in Kapstadt, Südafrika umfassten.
Als erstes wurde nicht lange nach dem Konzert im Januar 2004 über die von Gabriel mitinitiierte Musik-Download-Plattform OD2 eine Aufnahme der Veranstaltung unter dem Namen The Big Room Session angeboten, die vermutlich die vollständigste Veröffentlichung ist. Neben den ausführlichen Zwischenansagen waren hier auch die Lieder Darkness und Solsbury Hill  enthalten.
Beginnend mit dem 24. April 2024 wurden die einzelnen Titel des Albums bis zum 19. Juni 2025 stückweise zu verschiedenen Vollmonden und Neumonden exklusiv für die Abonnenten von Peter Gabriels Bandcamp-Kanal unter dem Namen Lunatics in the Big Room veröffentlicht. Diese Ausgabe des Albums wird von einem zusätzlichen Intro, einer Begrüßung der Konzertbesucher und einer Einführung durch Peter Gabriel eingeleitet und enthält alle Ansagen. Dafür wurden jedoch die Titel Darkness und Solsbury Hill weggelassen und der Applaus am Ende der Songs jeweils ausgeblendet.
Das Album In the Big Room wurde ohne Vorankündigung am 27. Juni 2025 zum Download und zum Streaming veröffentlicht. Eine physische Veröffentlichung zu einem späteren Zeitpunkt wurde jedoch angekündigt. Durch die bei dem Album In the Big Room deutlich reduzierten Ansagen haben die einzelnen Songs zwischen beiden Veröffentlichungen abweichende Spielzeiten, außerdem ist die Auflösung der Aufnahme bei der Veröffentlichung Lunatics in the Big Room niedriger. Der Titel Darkness wurde wieder eingefügt, Solsbury Hill fehlt jedoch noch immer.
Das 14-Song-Set der beiden letzten Veröffentlichungen enthält Material sowohl von der Growing Up Live-Tour in Nordamerika und Europa von 2002 bis 2003 – Gabriels erster Tournee seit zehn Jahren, die die Veröffentlichung seines Albums Up begleitete – als auch von der anschließenden Still Growing Up Live-Tournee, die einen Großteil des Jahres 2004 dauerte. Zu den Ergänzungen zu dem Growing Up Live-Set gehören Lieder wie Burn You Up, Burn You Down, Games Without Frontiers und The Tower That Ate People. Bei der Aufführung wurde Peter Gabriel von seiner damaligen Tourband begleitet: Tony Levin (E-Bass), David Rhodes (E-Gitarre), Ged Lynch (Schlagzeug und Perkussion), Richard Evans (E-Gitarre, Tin Whistle, Mandoline), Rachel Z (Keyboard und Begleitgesang) und Melanie Gabriel (Begleitgesang).

## Titelliste
Alle Lieder bis auf Burn You Up, Burn You Down wurden von Peter Gabriel geschrieben. Burn You Up, Burn You Down wurde von Peter Gabriel, Neil Sparkes und Karl Wallinger geschrieben.

### Lunatics in the Big Room
1. Intro – 1:49
2. Burn You Up, Burn You Down – 4:55
3. More Than This – 6:10
4. Games Without Frontiers – 5:07
5. Downside Up – 6:17
6. Mercy Street – 6:39
7. Digging in the Dirt – 6:46
8. The Tower That Ate People – 5:21
9. San Jacinto – 9:03
10. Shock the Monkey – 5:58
11. Signal to Noise – 8:15
12. Secret World – 8:25
13. Father, Son – 4:21
14. In Your Eyes – 10:04

Gesamtspielzeit: 1:29:10

### In the Big Room
1. Burn You Up, Burn You Down – 4:23
2. More Than This – 6:12
3. Games Without Frontiers – 5:01
4. Downside Up – 5:30
5. Mercy Street – 6:39
6. Darkness – 6:45
7. Digging in the Dirt – 6:31
8. The Tower That Ate People – 5:31
9. San Jacinto – 8:24
10. Shock the Monkey – 5:26
11. Signal to Noise – 8:04
12. Secret World – 8:26
13. Father, Son – 4:26
14. In Your Eyes – 10:00

Gesamtspielzeit: 1:30:48

## Mitwirkende

### Musiker
- Richard Evans – E-Gitarre, Tin Whistle, Mandoline
- Melanie Gabriel – Begleitgesang
- Peter Gabriel – Hauptgesang, Keyboards
- Tony Levin – Bassgitarre
- Ged Lynch – Schlagzeug, Perkussion
- David Rhodes – E-Gitarre
- Rachel Z – Keyboard, Begleitgesang

### Technisches Personal
- Thea Cochrane – Assistenz-Toningenieurin
- Matt Colton – Mastering in den Metropolis Studios
- Ben Findlay – Mixing, Toningenieur
- Peter Gabriel – Produktion, Songwriting
- Claire Lewis – Assistenz-Toningenieurin